# Амблигонит
Амблигонит е флуорофосфатен минерал с химична формула (Li,Na)AlPO
4(F,OH), съставен от литий, натрий, алуминий, фосфат, флуорид и хидроксид. Минералът се среща в находища на пегматит и лесно се бърка с албит и други фелдшпати. Неговата плътност, цепителност и тест за литий са диагностични. Геоложкото срещане е в гранитни пегматити, високотемпературни калаени жили и грейзени. Амблигонитът се среща със сподумен, апатит, лепидолит, турмалин и други съдържащи литий минерали в пегматитови жили. Съдържа около 10% литий и се използва като източник на литий. Исторически основните находища на амблигонит за икономически цели са в САЩ (Калифорния) и Франция.

## История
Минералът е открит за първи път в Саксония от Август Брайтхаупт през 1817 г. и е наречен от него от гръцкото amblus, тъп, и gonia, ъгъл, поради тъпия ъгъл между разцепванията. По-късно е открит в Монтебраз, Крез, Франция и в Хеброн, Мейн и поради леките разлики в оптичните свойства и химичния състав на минерала от тези находища са дадени различни имена – съответно монтебразит и хебронит. Открит е в значителни количества и в Пала в окръг Сан Диего, Калифорния, в Касерес, Испания и в Блек Хилс на Южна Дакота. Най-големият документиран единичен кристал от амблигонит е с размери 7,62×2,44×1,83 м и тежал около 102 тона.

## Гемология
Прозрачният амблигонит се фасетира и използва като скъпоценен камък. Като скъпоценен камък, вграден в бижута, той е уязвим на счупване и износване, тъй като неговите твърдост и издръжливост са ниски. Основните източници на материал за скъпоценни камъни са Бразилия и Съединените щати. Австралия, Франция, Германия, Намибия, Норвегия и Испания също произвеждат амблигонит с качество на скъпоценни камъни.